# Mordellistena madecassa
Mordellistena madecassa es una especie de coleóptero de la familia Mordellidae. Presenta las siguientes subespecies: M. m. atropyga y M. m. madecassa.

## Distribución geográfica
Habita en Madagascar.

## Subespecies
- Mordellistena madecassa madecassa
- Mordellistena madecassa atropyga